# 丁酰苯
丁酰苯是一类抗精神分裂药。

## 不良反应
该类药物的中枢抑制作用弱于塞吨类药物，对运动的抑制也较弱。

## 发展历史
此类药物的发现有一定的偶然性，在研究中枢镇痛药哌替啶的衍生物过程中，人们发现哌替啶的哌啶环上的N-甲基为某一类特定基团取代之后，分子产生较强的抗精神分裂作用，由此人们发现了第一个丁酰苯类抗精神分裂药氟哌啶醇，此后人们以氟哌啶醇为先导化合物又经过结构改造优化出更多其他药物。

## 临床应用
用于抑制精神分裂症的阳性症状、躁狂症；此外氟哌啶醇的长链脂肪酸酯还被用作长效抗精神分裂药物，其用药周期可以长达3日到一周，可以用于因病情而激烈抗拒服药的患者。

## 代表药物
- 氟哌啶醇